# Jan Dudziak (kanonista)
Jan Kazimierz Dudziak (ur. 12 sierpnia 1928 w Pasierbcu, zm. 17 listopada 2003 w Tarnowie) – polski duchowny katolicki, profesor prawa kanonicznego, wykładowca Papieskiej Akademii Teologicznej w Krakowie i Papieskiego Wydziału Teologicznego we Wrocławiu.

## Życiorys
Pochodził z parafii Pasierbiec. Jego brat Józef również był kapłanem diecezji tarnowskiej. Święcenia kapłańskie otrzymał 4 maja 1952 r. z rąk biskupa tarnowskiego Jana Stepy. Przez rok był wikariuszem w Grybowie, następnie rozpoczął studia doktoranckie na Katolickim Uniwersytecie Lubelskim. Po uzyskaniu licencjatu z teologii mianowany został prefektem w Wyższym Seminarium Duchownym w Tarnowie. Sprawując tę funkcję jednocześnie dojeżdżał na seminaria doktorskie do swojego promotora Leszka Winowskiego, profesora KUL, który mieszkał we Wrocławiu. Doktorat uzyskał w 1957 roku, a w 1965 roku otrzymał w Katolickim Uniwersytecie Lubelskim stopień doktora habilitowanego. Prowadził wykłady na Papieskiej Akademii Teologicznej w Krakowie, Papieskim Wydziale Teologicznym we Wrocławiu i Wydziale Teologicznym Wyższego Seminarium Duchownego w Tarnowie. Otrzymał stanowisko profesora zwyczajnego PAT w Krakowie. Przebywał na stypendiach naukowych na Katolickim Uniwersytecie w Louvain i Uniwersytecie Gregoriańskim.
Był jednym z redaktorów Encyklopedii Katolickiej. Był konsultorem Rady Prawnej Konferencji Episkopatu Polski i Sądu Biskupiego w Tarnowie, autorem prac z zakresu prawa kanonicznego. Uczestniczył aktywnie w IV Synodzie Diecezji Tarnowskiej w 1986 roku. Pełnił także posługę duszpasterską przy parafii Matki Bożej Szkaplerznej w Tarnowie.
Został pochowany w rodzinnym Pasierbcu.

## Godności i odznaczenia
- Expositorium Canonicale
- Rochettum et Mantolettum
- scholastyk Kapituły Kolegiackiej w Nowym Sączu
- Kapelan Jego Świątobliwości